# Merita de Jesus Marques
Merita de Jesus Marques (* 22. November 1969) ist eine Agronomin und Aktivistin aus Osttimor. Sie stammt aus dem Verwaltungsamt Passabe.
2007 wurde Marques für fünf Jahre von Präsident José Ramos-Horta in den Staatsrat entsandt. Am 12. Oktober 2012 ernannte sie Präsident Taur Matan Ruak für fünf weitere Jahre zum Mitglied des Staatsrat. Planmäßig endete die Mitgliedschaft von Marques 2017.
Marques ist Direktorin der Fundasaun Esperansa Enclave Oe-cusse (FEEO). Als Vertreterin der FEEO war sie von 2015 bis 2018 Mitglied des Vorstands der Frauenrechtsorganisation Rede Feto Timor Leste, in der mehrere nationale Organisationen zusammenarbeiten.